# В огне брода нет
«В огне́ бро́да нет» — советский чёрно-белый художественный фильм, поставленный на киностудии «Ленфильм» в 1967 году режиссёром Глебом Панфиловым. Дебют Глеба Панфилова в полнометражном кино.
Премьера фильма в СССР состоялась 1 июня 1968 года.
В 1969 году фильм удостоился главного приза «Золотой леопард» Международного кинофестиваля в Локарно.

## Сюжет
Действие фильма происходит во времена Гражданской войны, в санитарном поезде, который перевозит раненых с фронта. Таня Тёткина — невзрачная и неуклюжая девушка, санитарка поезда, у которой неожиданно открывается талант художницы. В этом путешествии она находит свою первую, робкую любовь и переносит свои затаённые чувства на бумагу. Она не понимает многого, что заставляет сражаться брата с братом и сына с отцом, ей не знакомы понятия «гармония» и «благодать», о которых говорит ей белогвардейский полковник, рассуждая о её вере в революцию. Но когда она оказывается перед выбором — уйти, бросив своего товарища, или отдать свою юную жизнь за дело революции, она не колеблется ни секунды.

## В ролях
Режиссёр Ролан Быков рекомендовал Г. Панфилову молодую актрису ТЮЗа Инну Чурикову на роль Тёткиной: «Глеб, есть гениальная актриса на роль главной героини в фильме по твоему сценарию». В процессе съёмок Панфилов и Чурикова сблизились и в 1970 году вступили в брак.
- Инна Чурикова — Таня Тёткина
- Анатолий Солоницын — комиссар Иван Игнатьич Евстрюков
- Михаил Глузский — Фокич, комендант поезда
- Михаил Кононов — Алёша Семёнов
- Майя Булгакова — Мария, медсестра
- Евгений Лебедев — белогвардейский полковник
- Анатолий Маренич — Мрозик
- Владимир Кашпур — Николай, плотник
- Вадим Бероев — Мастенко, художник из агитвагона
- Михаил Кокшенов — Зотик
- Ф. Разумов — Сягин
- Виталий Матвеев — красноармеец с культёй

## Съёмочная группа
Съёмки фильма проходили на станциях Безлесная и Муром (Владимирская область).
- Сценарий — Евгения Габриловича, Глеба Панфилова
- Постановка — Глеба Панфилова
- Главный оператор — Дмитрий Долинин
- Главный художник — Марксэн Гаухман-Свердлов
- Композитор — Вадим Биберган
- Звукооператор — Георгий Салье

## Призы
- 1969 — главный приз «Золотой леопард» Международного кинофестиваля в Локарно режиссёру картины Глебу Панфилову[4].

## Упоминание фильма
- 1987 — Я и лошадь, я и бык, я и баба, и мужик / I am an Ox, I am a Horse, I am a Man, I am a Woman